# 李錦源
李錦源（1786年4月10日—？年），鄉試榜名李鋆，字葆恬，號寶田，一字蓉艭，行二，四川嘉定府犍為縣人，嘉慶二十一年丙子科四川鄉試舉人，道光三年癸未科進士，湖北黃岡縣知縣。父进士李元模、祖父进士李拔。